# Ismaël Koné (soccer)
Pour les articles homonymes, voir Koné et Ismaël Koné.
Ismaël Koné, né le 16 juin 2002 à Abidjan (Côte d'Ivoire), est un joueur international canadien de soccer qui évolue au poste de milieu central à l'US Sassuolo, en prêt de l'Olympique de Marseille.

## Biographie

### Enfance et formations
Ismaël Koné a grandi à Montréal, mais il est né à Abidjan, en Côte-d’Ivoire,. Il arrive au Canada avec sa mère en 2010, à l'âge de sept ans,. Il commence à jouer au soccer aux Panthers de Notre-Dame-de-Grâce, puis il rejoint le CS Saint-Laurent,,. Avec le CS Saint-Laurent, il termine à la troisième place du championnat canadien des moins de 17 ans en 2019,.
Son agent Nick Mavromaras l'envoie effectuer des essais en Europe. Il s’entraîne avec deux clubs belges de Jupiler Pro League, mais est ensuite forcé de revenir au Canada en raison de la pandémie de Covid-19,,. À son retour à Montréal, il commence à s’entraîner avec les moins de 23 ans du CF Montréal et est également invité au camp d’entraînement de la première équipe en mars 2021,.

### Carrière en club

#### CF Montréal
Le 13 août 2021, après avoir passé quelques mois à s’entraîner avec l’équipe première du CF Montréal, Ismaël Koné signe un contrat de deux ans avec deux saisons en option,,,,. Cependant, peu de temps après la signature de son contrat, il se blesse légèrement au genou. Apres la saison 2021, il s'entraîne quelques semaines avec le Bologne FC, formation dont est propriétaire Joey Saputo, également à la tête de l'Impact,.
Le 23 février 2022, il fait ses débuts en professionnel en tant que titulaire face au Club Santos Laguna en Ligue des champions. Lors de cette rencontre, il inscrit son premier but qui scelle le score à 3-0 en faveur du CF Montréal,,,. Quatre jours plus tard, il est titularisé pour la première fois en Major League Soccer lors d'un revers de 2-0 contre le Orlando City SC. Le 5 mars, il délivre sa première passe décisive en Major League Soccer à son coéquipier Lassi Lappalainen face à Philadelphie (défaite, 1-2),. Le 19 mars, il est impliqué dans tous les buts montréalais lors d'un match nul 3-3 contre Atlanta United en marquant son premier but en MLS et distillant une passe décisive,. Il est également nommé dans l'équipe-type de la semaine 4.
Le 20 septembre 2022, il est classé huitième au palmarès 2022 des 22 joueurs de moins de 22 ans en MLS.

#### Watford FC
Le 5 décembre 2022, Ismaël Koné est transféré au Watford FC, équipe de Championship,. Le 1er janvier 2023, le transfert devient effectif et constitue la plus importante transaction de l'histoire du CF Montréal. Dès le 7 janvier suivant, il participe à sa première rencontre avec Watford en étant titularisé à l'occasion du troisième tour de la FA Cup face au Reading FC. Malgré la défaite 2-0 de son équipe, sa performance est remarquée par son entraîneur Slaven Bilić,.

#### Olympique de Marseille
Le 28 juin 2024, l’Olympique de Marseille annonce via son site internet avoir trouvé un accord de principe avec Watford FC et Ismaël Koné,. Son transfert est officialisé le 3 juillet, le joueur s'engageant pour cinq ans,. L'indemnité du transfert est estimée à 12,5 millions d'euros,. Il manque le début du championnat à cause d'une blessure légère à la cheville lors d'un entraînement, — avant le match de pré-saison contre le FC Augsbourg.

##### Prêt au Stade rennais et à l'US Sassuolo
Le 3 février 2025, lors de la fin du mercato hivernal et en manque de temps de jeu avec seulement neuf matchs disputés avec les Phocéens, Ismaël Koné est prêté jusqu'à la fin de la saison au Stade rennais FC avec une option d'achat estimée à 13 millions d'euros,. 
Le 30 mars 2025, lors de la 27e journée de championnat face au Angers SCO, il marque son premier but sous ses nouvelles couleurs et délivre même une passe décisive pour son coéquipier Arnaud Kalimuendo (victoire, 0-3),. Le 17 mai 2025, lors de la 34e et dernière journée de championnat contre l'Olympique de Marseille, il inscrit son deuxième but de la saison.
Le 29 juillet 2025, il est de nouveau prêté, cette fois-ci à l'US Sassuolo, avec une option d'achat obligatoire en cas de maintien,. Le montant du prêt est estimé à 2,5 millions d'euros.

### Carrière en sélection nationale
Le 20 mars 2022, Ismaël Koné est appelé en sélection canadienne pour la première fois par le sélectionneur John Herdman pour participer à trois matchs des éliminatoires de la Coupe du monde 2022, contre le Costa Rica, la Jamaïque et le Panama,,,.
Il honore sa première sélection avec le Canada contre le Costa Rica le 24 mars 2022. Lors de ce match, il entre à la 80e minute de la rencontre, à la place de Jonathan Osorio. La rencontre se solde par une défaite de 1-0 des Canadiens. Six jours plus tard, il est titularisé pour la première fois en sélection, lors du dernier match de l’Octogonale, face au Panama (défaite 1-0),.
Le 13 novembre 2022, il est sélectionné par John Herdman pour participer à la Coupe du monde 2022.
Fin 2022, il est nommé jeune joueur de l'année par Canada Soccer, notamment grâce à sa participation à la Coupe du monde 2022. Pour une deuxième année consécutive, le 13 décembre 2023, il est nommé jeune joueur de l'année par Canada Soccer.

## Statistiques

### Statistiques détaillées
| Saison                | Club                   | Championnat           | Championnat | Championnat | Championnat | Coupe nationale | Coupe nationale | Coupe nationale | Coupe de la Ligue | Coupe de la Ligue | Coupe de la Ligue | Compétition(s) continentale(s) | Compétition(s) continentale(s) | Compétition(s) continentale(s) | Compétition(s) continentale(s) | Séries | Séries | Séries | Total | Total | Total |
| Saison                | Club                   | Division              | M.          | B.          | P.d.        | M.              | B.              | P.d.            | M.                | B.                | P.d.              | Comp.                          | M.                             | B.                             | P.d.                           | M.     | B.     | P.d.   | M.    | B.    | P.d.  |
| 2021                  | CF Montréal            | MLS                   | 0           | 0           | 0           | -               | -               | -               | -                 | -                 | -                 | -                              | -                              | -                              | -                              | -      | -      | -      | 0     | 0     | 0     |
| 2022                  | CF Montréal            | MLS                   | 26          | 2           | 4           | 1               | 0               | 0               | -                 | -                 | -                 | LCC                            | 3                              | 1                              | 0                              | 2      | 1      | 0      | 32    | 4     | 4     |
| Sous-total            | Sous-total             | Sous-total            | 26          | 2           | 4           | 1               | 0               | 0               | -                 | -                 | -                 | -                              | 3                              | 1                              | 0                              | 2      | 1      | 0      | 32    | 4     | 4     |
| 2022-2023             | Watford FC             | Championship          | 16          | 0           | 1           | 1               | 0               | 0               | -                 | -                 | -                 | -                              | -                              | -                              | -                              | -      | -      | -      | 17    | 0     | 1     |
| 2023-2024             | Watford FC             | Championship          | 42          | 4           | 3           | 3               | 0               | 0               | 1                 | 0                 | 0                 | -                              | -                              | -                              | -                              | -      | -      | -      | 46    | 4     | 3     |
| Sous-total            | Sous-total             | Sous-total            | 58          | 4           | 4           | 4               | 0               | 0               | 1                 | 0                 | 0                 | -                              | -                              | -                              | -                              | -      | -      | -      | 63    | 4     | 4     |
| 2024-2025             | Olympique de Marseille | Ligue 1               | 8           | 0           | 0           | 1               | 0               | 0               | -                 | -                 | -                 | -                              | -                              | -                              | -                              | -      | -      | -      | 9     | 0     | 0     |
| 2024-2025             | Stade rennais (prêt)   | Ligue 1               | 13          | 2           | 1           | -               | -               | -               | -                 | -                 | -                 | -                              | -                              | -                              | -                              | -      | -      | -      | 13    | 2     | 1     |
| 2025-2026             | US Sassuolo (prêt)     | Serie A               | -           | -           | -           | -               | -               | -               | -                 | -                 | -                 | -                              | -                              | -                              | -                              | -      | -      | -      | 0     | 0     | 0     |
| Total sur la carrière | Total sur la carrière  | Total sur la carrière | 105         | 8           | 9           | 6               | 0               | 0               | 1                 | 0                 | 0                 | -                              | 3                              | 1                              | 0                              | 3      | 1      | 0      | 118   | 10    | 9     |

### En sélection nationale
| Saison                | Sélection             | Phases finales                            | Phases finales | Phases finales | Phases finales | Éliminatoires CDM | Éliminatoires CDM | Éliminatoires CDM | Ligue des nations | Ligue des nations | Ligue des nations | Matchs amicaux | Matchs amicaux | Matchs amicaux | Total | Total | Total |
| Saison                | Sélection             | Compétition                               | M              | B              | Pd             | M                 | B                 | Pd                | M                 | B                 | Pd                | M              | B              | Pd             | M     | B     | Pd    |
| --------------------- | --------------------- | ----------------------------------------- | -------------- | -------------- | -------------- | ----------------- | ----------------- | ----------------- | ----------------- | ----------------- | ----------------- | -------------- | -------------- | -------------- | ----- | ----- | ----- |
| 2021-2022             | Canada                | -                                         | -              | -              | -              | 2                 | 0                 | 0                 | -                 | -                 | -                 | -              | -              | -              | 2     | 0     | 0     |
| 2022-2023             | Canada                | Coupe du Monde 2022Ligue des nations 2023 | 3+2            | 0              | 0              | -                 | -                 | -                 | 2                 | 0                 | 0                 | 4              | 1              | 0              | 11    | 1     | 0     |
| 2023-2024             | Canada                | Copa América                              | 5              | 1              | 0              | 1                 | 0                 | 0                 | 2                 | 1                 | 0                 | 3              | 0              | 0              | 11    | 2     | 0     |
| 2024-2025             | Canada                | Ligue des nations 2025Gold Cup 2025       | 2+2            | 0              | 0              | -                 | -                 | -                 | 2                 | 0                 | 0                 | 1              | 0              | 0              | 7     | 0     | 0     |
| Total sur la carrière | Total sur la carrière | Total sur la carrière                     | 14             | 1              | 0              | 3                 | 0                 | 0                 | 6                 | 1                 | 0                 | 8              | 1              | 0              | 31    | 3     | 0     |